# Kanton Plénée-Jugon
 Plénée-Jugon   is een kanton van het Franse departement Côtes-d'Armor. Het kanton maakt deel uit van de arrondissementen Dinan en Saint-Brieuc.  
In 2020 telde het 19.432 inwoners.
Het kanton werd gevormd ingevolge het decreet van 13 februari 2014 met uitwerking op 22 maart 2015, met Plénée-Jugon als hoofdplaats.

## Gemeenten
Het kanton omvatte 18 gemeenten bij zijn vorming.
Op 1 januari 2016 :

werd de gemeente Dolo toegevoegd aan de gemeente Jugon-les-Lacs die daarmee het statuut van ‘commune nouvelle’ kreeg, en werden de gemeenten Collinée, Le Gouray, Langourla, Plessala, Saint-Gilles-du-Mené, Saint-Gouéno en Saint-Jacut-du-Mené samengevoegd to de fusiegemeente (commune nouvelle) Le Mené.
Sindsdien omvat het kanton volgende 11 gemeenten:
- Bréhand
- Jugon-les-Lacs
- Le Mené
- Penguily
- Plédéliac
- Plénée-Jugon
- Plestan
- Saint-Glen
- Saint-Trimoël
- Tramain
- Trébry